# Bekas syberyjski
Bekas syberyjski (Gallinago stenura) – gatunek średniej wielkości wędrownego ptaka z rodziny bekasowatych (Scolopacidae), podrodziny słonek (Scolopacinae). Tereny lęgowe położone są w północno-środkowej i wschodniej Rosji oraz w Azji Środkowej, od Uralu na zachodzie po Morze Ochockie na wschodzie, do szerokości około 70°N na północy i między 58°N i 60°N na południu. Zimowiska ciągną się na obszarze Azji Południowej i Południowo-Wschodniej. Gatunek nie jest zagrożony wyginięciem.

## Taksonomia
Po raz pierwszy gatunek opisał Karol Lucjan Bonaparte w 1831. Holotyp pochodził z Małych Wysp Sundajskich. Autor nadał nowemu gatunkowi nazwę Scolopax stenura.
Obecnie (2020) Międzynarodowy Komitet Ornitologiczny umieszcza bekasa syberyjskiego w rodzaju Gallinago. Nie wyróżnia podgatunków, podobnie jak autorzy Handbook of the Birds of the World.

## Morfologia
Długość ciała wynosi 25–27 cm, masa ciała – 84–182 g. W poniższej tabeli przedstawiono wymiary szczegółowe podane w milimetrach; dotyczą ptaków obojga płci.
|                  | Wartość | n  |
| ---------------- | ------- | -- |
| Długość skrzydła | 130–143 | 91 |
| Długość dzioba   | 54–70   | 85 |
| Długość ogona    | 43–50   | 50 |

Bekasy syberyjskie są podobne do kszyków (Gallinago gallinago), jednak możliwe do odróżnienia w terenie dzięki pewnym cechom w upierzeniu. Bardzo podobne są do bekasów japońskich (G. hardwickii), których zasięg gniazdowania nie pokrywa się z tym bekasów syberyjskich, i bekasów leśnych (G. megala), które w części zasięgu gniazdowania współwystępują z syberyjskimi. Prawdopodobnie w terenie są one niemożliwe do odróżnienia. W literaturze opisywano sposoby na identyfikację tych bekasów, jednak przypisywano zbyt duże znaczenie cechom mało istotnym oraz podatnym na błędną ocenę przez subiektywne wrażenia obserwatora oraz warunki obserwacji.
Bekasy syberyjskie są średniej wielkości przedstawicielami rodzaju ze stosunkowo krótkimi dziobami. Grzbiet u obserwowanego na ziemi ptaka jest brązowy z mocno zaznaczonym plamkowaniem i prążkowaniem. Dolne barkówki mają białawe brzegi przy końcach. Kremowe linie na wierzchu ciała słabiej widoczne niż u kszyków. Lotki I i II rzędu brązowe. Lotki II-rzędowe i najbardziej wewnętrzne I-rzędowe mają bardzo wąskie szarawe krawędzie przy końcach. Pokrywy I rzędu z wąskimi, jasnymi końcami. Tylna krawędź biała, lecz wąska i rozmyta, nie wyraźna jak u kszyka. Małe i średnie pokrywy, brązowo prążkowane, tworzą widoczne na rozłożonym skrzydle jasne pole. Od spodu skrzydła ciemne. Boki ciała jednolicie poprzecznie prążkowane. Ogon stosunkowo krótki, złożony z 24–28 sterówek (przeważnie 26). Jest to istotna cecha pozwalająca odróżnić bekasy syberyjskie od leśnych, u których ogon składa się z 18 do 26 sterówek, przeważnie 20. Ponadto u bekasów syberyjskich przeważnie 8, a ogółem 6–9 zewnętrznych par sterówek ma niecałe 2 mm szerokości. U bekasów leśnych tak zmodyfikowana jest tylko jedna zewnętrzna para. Barwa dzioba u nasady szarozielona, na końcu ciemnobrązowa. Tęczówka ciemnobrązowa. Nogi szarozielone lub brązowozielone.

## Zasięg występowania

### Zasięg gniazdowania
Bekasy syberyjskie gniazdują na terenie północno-środkowej i wschodniej Rosji oraz w Azji Środkowej (część Kazachstanu i Mongolii). Tereny lęgowe ciągną się przez Syberię i Zabajkale po Morze Ochockie.
Granice zasięgu gniazdowania nie są dobrze ustalone. Na zachodzie przechodzą przez północno-wschodnie regiony Uralu. Najdalej wysunięte na północ tereny lęgowe sięgają południowych krańców tundry właściwej, blisko szerokości 70°N. Obejmują między innymi Jamał. Potwierdzono też gniazdowanie na położonym na zachód od niego Półwyspie Jugorskim oraz u wybrzeża pobliskiej Zatoki Chajpudyrskiej. W okolicach rzeki Jenisej bekasy syberyjskie gniazdują do szerokości 68°N. Skrajnie północno-wschodnia część areału lęgowego obejmuje obszar od Półwyspu Czukockiego na zachód wzdłuż niego, w tym między innymi deltę Leny, Indygirki (na szerokości 71°N; obserwowano aktywność lęgową, ale nie same gniazda, jaja lub młode), Kołymy (do szerokości 68°4’N) i deltę Czaun, i dalej na południe przez zachodni rejon anadyrski po południowy Amur oraz zachodnie wybrzeże Morza Ochockiego (na Kamczatce bekasy syberyjskie nie występują).
Południowe granice zasięgu gniazdowania przebiegają w przybliżeniu między równoleżnikami 58°N i 60°N. Na terenach górskich bekasy syberyjskie występują też dalej na południe. W Kazachstanie gniazdują w górnym biegu Białej Uby i Czarnej Uby, na jeziorach w regionie miasta Ridder oraz na Markaköl. W Mongolii tereny lęgowe bekasów syberyjskich leżą między Tannu-Oła a Bajkałem, między innymi przy jeziorze Chubsuguł.

### Zasięg zimowisk
Zimowiska w części kontynentalnej ciągną się od Omanu oraz subkontynentu indyjskiego, włącznie z Pakistanem i Malediwami, na wschód po Półwysep Indochiński, Tajwan i południowo-wschodnie Chiny (Guangdong, Fujian, Hajnan, Hongkong). Dalej na południe usytuowane są na Filipinach, Celebesie i zachodnich Małych Wyspach Sundajskich. Nieregularnie w niewielkich liczbach bekasy syberyjskie pojawiają się w Arabii Saudyjskiej, wschodniej Afryce, na Aldabrze i w północno-zachodniej Australii.

## Ekologia i zachowanie

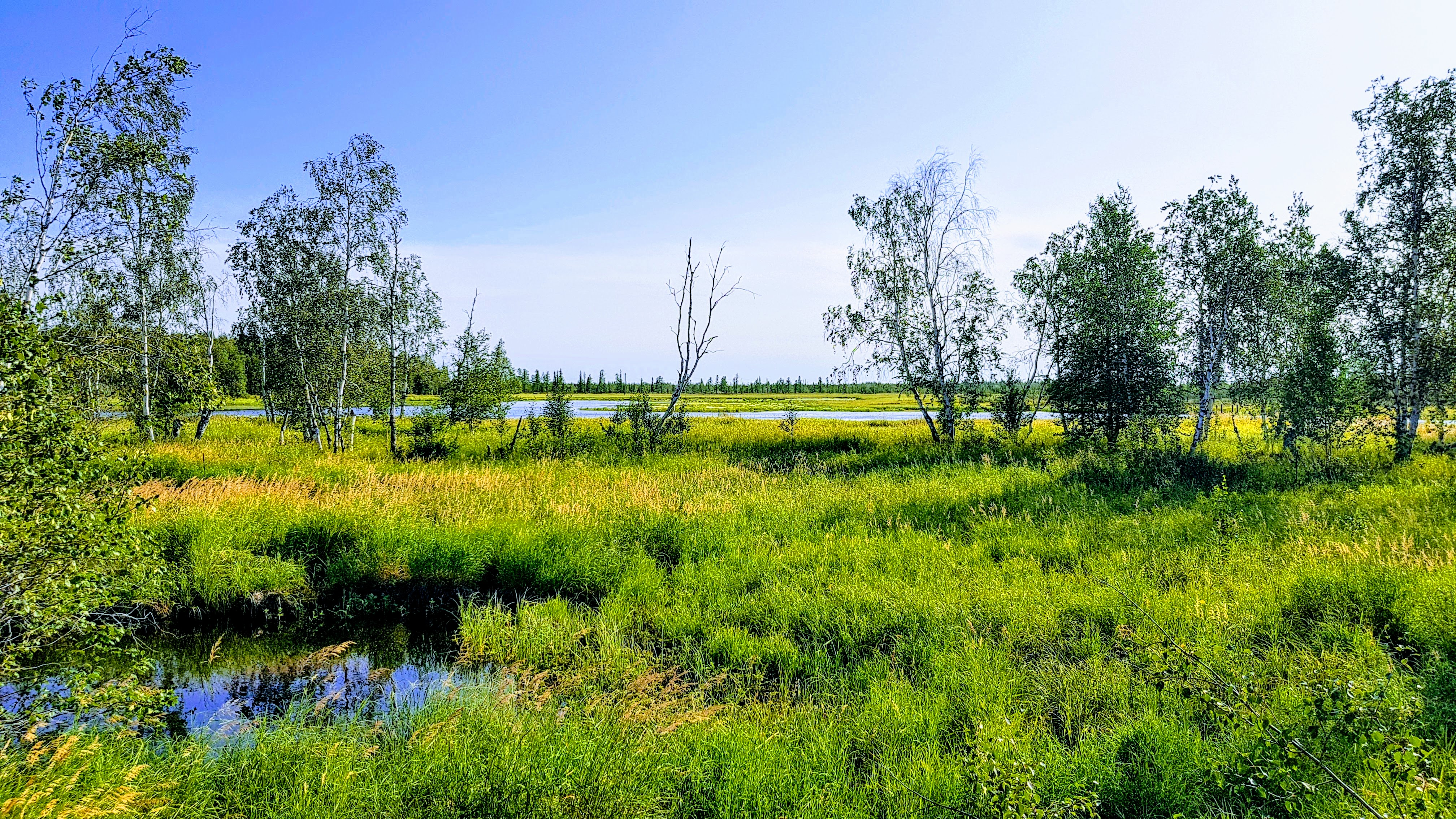
Północna granica zasięgu gniazdowania bekasów syberyjskich sięga do południowej granicy tundry właściwej i obejmuje niemal całą zalesioną część Syberii. Przebiega między innymi przez Jamał; na zdjęciu mokradła w tamtejszej tajdze

Bekasy syberyjskie w okresie lęgowym i poza nim występują w nieco suchszych środowiskach niż kszyki (Gallinago gallinago). W granicach ich areału lęgowego znajduje się niemal cała zalesiona część Syberii. Gniazdują na śródleśnych mokradłach, terasach zalewowych (między innymi porośniętych brzozami, modrzewiami i świerkami), wilgotnych łąkach i w tundrze krzewinkowej ze skupiskami brzozy karłowatej (Betula nana). Na terenach lęgowych ogółem odnotowywane były do 2500 m n.p.m., do linii drzew, w Kazachstanie – między 800 a 2000 m n.p.m. Informacje o gniazdowaniu na torfowiskach i trawiastych mokradłach mogą być błędne i dotyczyć kszyków. Poza sezonem lęgowym przebywają na różnych obszarach podmokłych – między innymi na podmokłych łąkach, polach ryżowych, bagnach. W Nepalu podczas przelotów i zimą były odnotowywane do 1370 m n.p.m.
Bekasy syberyjskie są aktywne o zmierzchu i nocą, a jeśli nie są niepokojone również za dnia. Żywią się owadami i ich larwami, mięczakami, dżdżownicami, czasami zjadają również skorupiaki, nasiona i inny pokarm roślinny.

### Lęgi
Bekasy syberyjskie prawdopodobnie są monogamiczne. Wyprowadzają jeden lęg w roku. Okres składania jaj trwa od końca maja do połowy czerwca. W Kazachstanie bekasy syberyjskie przybywają na swoje tereny lęgowe od końca marca do maja. Na Jamale, w Tundrze Małoziemelskiej i Bolszeziemielskiej do miejsc gniazdowania docierają w czerwcu.
Zagęszczenie gniazdujących ptaków jest bardzo zmienne; lokalnie sięga do 0,34 osobnika na hektar, zwłaszcza na przecinkach leśnych. Gniazdo ma formę płytkiego zagłębienia w ziemi wyściełanego roślinnością. Z reguły jest dobrze ukryte w gęstym podszycie. Zniesienie liczy cztery jaja, niekiedy trzy, które składane są w odstępach jednej doby. Inkubacja trwa około 20 dni. Podział obowiązków między obydwoje rodziców – zarówno podczas wysiadywania jaj, jak i opieki nad potomstwem – nie jest jasny. Młode stają się samodzielne w wieku około dwóch miesięcy.

## Status zagrożenia
IUCN uznaje bekasa syberyjskiego za gatunek najmniejszej troski (LC, Least Concern) nieprzerwanie od 1988 (stan w 2020). BirdLife International nie określa trendu liczebności populacji, który jest trudny do ustalenia ze względu na brak wystarczających danych o wpływie przekształcania środowiska na populację bekasów syberyjskich. Niektóre działania człowieka na terenach leśnych, w szczególności tworzenie przecinek, prowadzą do wzrostu liczebności i poszerzania zasięgu gniazdowania.